# Мерішел
Мерішел (рум. Mărișel) — комуна у повіті Клуж в Румунії. До складу комуни входить єдине село Мерішел.
Комуна розташована на відстані 340 км на північний захід від Бухареста, 38 км на захід від Клуж-Напоки.

## Населення
За даними перепису населення 2002 року у комуні проживали 1670 осіб.
Національний склад населення комуни:
| Національність | Кількість осіб | Відсоток |
| -------------- | -------------- | -------- |
| румуни         | 1668           | 99,9%    |
| угорці         | 2              | 0,1%     |

Рідною мовою назвали:
| Мова      | Кількість осіб | Відсоток |
| --------- | -------------- | -------- |
| румунська | 1668           | 99,9%    |
| угорська  | 2              | 0,1%     |

Склад населення комуни за віросповіданням:
| Релігія        | Кількість осіб | Відсоток |
| -------------- | -------------- | -------- |
| православні    | 1579           | 94,6%    |
| п'ятдесятники  | 87             | 5,2%     |
| римо-католики  | 2              | 0,1%     |
| реформати      | 1              | 0,1%     |
| греко-католики | 1              | 0,1%     |

## Зовнішні посилання
- Дані про комуну Мерішел на сайті Ghidul Primăriilor